# Gloria Andrade
María Gloria Andrade Murguía de Sousa (1949) es una botánica, curadora de colecciones de Fabaceae, y profesora mexicana, desarrollando actividades de investigación y académicas en el "Instituto de Biología", Universidad Nacional Autónoma de México.
Se ha especializado en las Colecciones históricas, y en la taxonomía del género de Lysiloma en la familia Fabaceae.

## Algunas publicaciones

### Capítulos de libros
- g. andrade-Murguía. 2011. Angiospermae Magnoliopsida. Leguminosae Juss. Lysiloma. 244-245. En: A. J. García-Mendoza, y J. A. Meave (eds.) Diversidad florística de Oaxaca: de musgos a angiospermas (colecciones y lista de especies). Instituto de Biología, UNAM y Comisión Nacional para el Conocimiento y uso de la Biodiversidad. Distrito Federal, México. 352 pp.

- -----------------------------, m. Sousa, e. martínez-Salas. 2007. Las Colecciones Botánicas del Dr. Faustino Miranda González en el Área Mesoamericana de México. 259-296. En: F. J. Dosil-Mancilla (ed.) Faustino Miranda González. Una vida dedicada a la Botánica. Instituto de Investigaciones Históricas, Universidad Michoacana de San Nicolás de Hidalgo y Consejo Superior de Investigaciones Científicas de Madrid. Morelia, Michoacán, México. 419 pp.

- -----------------------------. 2007. Lysiloma Benth. Familia Leguminosae, Subfamilia Mimosoidea. 131-139. En: J. Rzedowski y G. Calderón (eds.) Flora del bajío y regiones adyacentes. Instituto de Ecología, A. C. Centro Regional del Bajío, CONACYT y CONABIO. Pátzcuaro, Michoacán, México. Vol. 150, 229 pp.

- s. Sousa, m.e. Medina-Lemos, gloria Andrade-m., l. Rico-Arce. 2004. Leguminosas. 249-269. En: A. J. García-Mendoza, M. J. Ordóñez y M. Briones-Salas (eds.) Biodiversidad de Oaxaca. 1ª. Instituto de Biología, UNAM, Fondo Oaxaqueño para la Conservación de la Naturaleza y World Wildlife Fund. Distrito Federal, México. 605 pp.

- ------------, gloria Andrade-m. 2001. Stryphnodendron. 1503-1503. En: Stevens, W. D., C. Ulloa, A. Pool, O. M. Montiel (eds.) Flora de Nicaragua. Monographs in Systematic Botany from the Missouri Botanical Garden 85, II. St. Louis, Missouri

## Honores

### Membresías
- Sociedad Botánica de México[3]
- La abreviatura «G.Andrade» se emplea para indicar a Gloria Andrade como autoridad en la descripción y clasificación científica de los vegetales.[4]